# Oligoneuriella kashmirensis
Oligoneuriella kashmirensis is een haft uit de familie Oligoneuriidae. De wetenschappelijke naam van de soort is voor het eerst geldig gepubliceerd in 1971 door Ali.
De soort komt voor in het Oriëntaals gebied.